# Fieseler Fi 158
Die Fieseler Fi 158 war ein ziviles deutsches Versuchsflugzeug der Gerhard-Fieseler-Werke.

## Entwicklung
Der Auftrag zur Konstruktion eines bemannten „Zielflugzeugs“ zu Erprobungszwecken wurde vom RLM im ersten Halbjahr 1936 erteilt. Damit sollte eine von den Berliner Askania Werken entwickelte und sich in der Testphase befindliche Fernsteuerung für Lufttorpedos erprobt werden. Vorgesehen waren zwei Exemplare mit den Bezeichnungen SV1 und SV2 (für Sonderversuchsflugzeug) mit den Werknummern 101 und 102. Die Baupläne wurde von Viktor Maugsch erstellt, der Bau erfolgte in der Konstruktionsabteilung unter Hermann Winter. Die Erprobung der Werknummer 101 begann am 9. März 1938 vom Flugplatz Kassel-Waldau aus und wurde wahrscheinlich von Fieselers Leiter der Mustererprobung Willy A. Fiedler durchgeführt. Das Flugzeug erhielt das Kennzeichen D–EAEN und wurde fünf Monate getestet; dann ging es nach einem von Anton Riediger am 15. August 1938 durchgeführten letzten Flug zum Nachfliegen an die Erprobungsstelle Rechlin. Dort fuhr bei einem Flug im November 1939 das rechte Hauptfahrwerk nicht aus und die Fi 158 wurde bei der Landung beschädigt. Nach der Reparatur erhielt sie das der Versuchsstelle Peenemünde zugeteilte Stammkennzeichen KD+NY. Später wurde das Flugzeug in den Bestand der Deutschen Luftfahrtsammlung Berlin übernommen und wurde wahrscheinlich im Jahr 1944 bei einem alliierten Luftangriff zerstört. Das geplante zweite Exemplar wurde nicht realisiert.

## Aufbau
Das Flugzeug war ein freitragender Tiefdecker in Holzbauweise mit Ellipsenflügel, einziehbarem Normalfahrwerk und Hecksporn. Besonderen Wert legten die Konstrukteure auf die aerodynamische Optimierung der Zelle. Der Platz zum Einbau de 70-kg-Fernsteuerung lag hinter dem Pilotensitz. Das Seitenleitwerk war als Doppelleitwerk ausgelegt. Als Antrieb diente ein luftgekühlter Sechszylinder-Reihenmotor Hirth HM 506 mit 160 PS.

## Technische Daten
| Kenngröße             | Daten                              |
| --------------------- | ---------------------------------- |
| Besatzung             | 1                                  |
| Länge                 | 6,6 m                              |
| Spannweite            | 7,0 m                              |
| Höhe                  | 1,7 m                              |
| Flügelfläche          | 7,0 m²                             |
| Leermasse             | 494 kg                             |
| max. Startmasse       | 646 kg                             |
| Reisegeschwindigkeit  | 300 km/h                           |
| Höchstgeschwindigkeit | 350 km/h                           |
| Dienstgipfelhöhe      | 6700 m                             |
| Reichweite            | 370 km                             |
| Triebwerk             | Hirth HM 506 A mit 160 PS (118 kW) |